# Aeroportul Achinsk
Aeroportul Achinsk (IATA: ACS, ICAO: UNKS) este un aeroport din Krasnoiarsk, Rusia.
Situat la o altitudine de 315 m, aeroportul dispune de 1 pistă.

## Infrastructură

### Piste
Aeroportul dispune de o singură pistă. Pista are orientarea 08/26. 